# Rosa Ratsma
Rosa Ratsma (Leiden, 17 oktober 1996) is een Nederlandse schaakster. Ze is de jongere zus van Midas Ratsma.
In 2014 was Ratsma Nederlands kampioen bij de meisjes tot 20 jaar. Eerder was ze het beste meisje tijdens het Open Nederlandse Jeugdschaak Kampioenschappen. In 2015 speelde ze voor het eerst mee in het Nederlands kampioenschap vrouwen in Amsterdam. Bij het ONJK 2016 werd Ratsma gedeeld eerste in de A-groep.
In 2017 maakte ze een enorme groei door, met o.a. een sterk resultaat in het HSG Open (Hilversum). Ze behaalde de benodigde normen en rating voor de titel Woman International Master, die in april 2018 werd toegekend. In 2018 eindigde Ratsma derde op het Nederlands kampioenschap schaken vrouwen, achter Zhaoqin Peng en Tea Lanchava.